# Rejon wiłkomierski
Rejon wiłkomierski (lit. Ukmergės rajono savivaldybė) – rejon w centralnej Litwie.
Według Spisu Ludności z 2001 roku ok. 0,7% (335 osób) populacji rejonu stanowili Polacy.